# تری اسپرینگت
تری اسپرینگت (انگلیسی: Terri Springett؛ زادهٔ) بازیکن سابق فوتبال اهل انگلستان است. او بیشتر دوران حرفه‌ای خود را در هاوبوری گرنج گذراند. 
در نوامبر ۲۰۲۲، اسپرینگت توسط اتحادیه فوتبال انگلستان به عنوان یکی از بازیکنان میراث‌دار تیم ملی انگلیس و به عنوان پنجاه و دومین بازیکن زن که برای انگلیس بازی کرد، شناخته شد.
وی در تیم ملی فوتبال زنان انگلستان بازی کرده است.